# Radio eR
Radio eR (ewangeliczna Radość) – regionalna, katolicka rozgłośnia radiowa archidiecezji lubelskiej, wcześniej znana pod nazwami Katolickie Radio Lublin i Radio Plus Lublin, wyłączona z sieci Plus przez abpa Józefa Życińskiego, która rozpoczęła nadawanie 1 października 2005. Radio eR Lublin zakończyło z dniem 16 kwietnia 2017 roku emisję z powodu włączenia decyzją metropolity lubelskiego  abp. Stanisława Budzika do sieci Radia Plus.
Radio nadawało całodobowo (od ok. 22:00 do ok. 6:00 powtórki wybranych audycji) na częstotliwości 87,9 MHz z mocą 25 kW, co daje zasięg na niemal całe woj. lubelskie, a także przez internet. W ciągu dnia były też powtarzane niektóre audycje.
Jako rozgłośnia lokalna informowała o życiu kościoła lubelskiego, wydarzeniach kulturalnych oraz podejmowała tematykę społeczno-polityczno-gospodarczą regionu.
W każdą sobotę o 12:10 i niedzielę o 14:10 w Radiu eR poruszane były najważniejsze problemy życia archidiecezji lubelskiej, jak i innych regionów Polski.
Rozgłośnia wydawała bezpłatny biuletyn „Prezenter”.
Radio planowało emitować swój program również w Puławach (ponieważ dotychczasowy nadajnik nie zapewniał dobrej jakości odbioru w tym rejonie). Uchwałę w tej sprawie podjęła Krajowa Rada Radiofonii i Telewizji. Programu stacji mieszkańcy Puław i okolic mieli słuchać na częstotliwości 91,2 MHz. Moc nadajnika wynosić miała 0,5 kW.

## Stałe audycje Radia eR
- Wiadomości Informacyjnej Agencji Radiowej Polskiego Radia
- Informacje lokalne
- Porozmawiajmy (audycja interaktywna z udziałem parlamentarzystów, samorządowców oraz przedstawicieli świata gospodarki)
- Wizytówka dnia + Patron dnia
- Modlitwa poranna
- Ewangelia na dziś
- Informacje dla kierowców
- Przegląd prasy lokalnej
- Przegląd prasy ogólnopolskiej
- Co nowego w Tygodniku Powszechnym?
- Felieton dnia
- Puls Dnia – magazyn reporterów Radia eR
- Słowo na niedzielę
- Godzinki o Niepokalanym Poczęciu NMP
- Światło Słowa – katecheza
- Serwis informacyjny Radia Watykańskiego
- Dobra muzyka w Radiu eR
- Honky tonk w Radiu eR – muzyka Dzikiego Zachodu
- Transmisja Mszy św. z Archikatedry Lubelskiej
- Piosenka na życzenie
- Szafa gra, czyli dwie godziny z muzyką do kawy
- Kronika Muzyczna
- Pasterski kwadrans z arcybiskupem Stanisławem Budzikiem
- Tydzień w Archidiecezji Lubelskiej
- ARiMR na antenie Radia eR
- Eko-kwadrans
- Radio Młodych
- Kalejdoskop kulturalny naszego regionu
- Muzyczne Dary, czyli radiowa lista przebojów
- Krótkie bajanie na dobre spanie, czyli coś dla najmłodszych
- Poniedziałkowy Rentgen radia eR, czyli wieczorne rozmowy o sprawach istotnych

## Profil rozgłośni
Stacja emituje głównie audycje muzyczno-rozrywkowe. W ramówce znajdują się także programy kulturalne i polityczne (głównie dotyczące regionu). Radiostacja nadaje każdego dnia ok. 6 godzin audycji religijnych (w tym codziennie msza święta i koronka do miłosierdzia Bożego). Co jakiś czas emitowane są także homilie papieża Jana Pawła II.